# Chaubardiella
Chaubardiella – rodzaj roślin z rodziny storczykowatych (Orchidaceae). Obejmuje 8 gatunków występujących w Ameryce Południowej w takich krajach jak: Kolumbii, Kostaryce, Ekwadorze, Gujanie Francuskiej, Gujanie, Panamie, Peru, Surinamie, Wenezueli.

## Systematyka
Rodzaj sklasyfikowany do podplemienia Zygopetalinae w plemieniu Cymbidieae, podrodzina epidendronowe (Epidendroideae), rodzina storczykowate (Orchidaceae), rząd szparagowce (Asparagales) w obrębie roślin jednoliściennych.
Wykaz gatunków
- Chaubardiella dalessandroi Dodson & Dalström
- Chaubardiella delcastilloi D.E.Benn. & Christenson
- Chaubardiella hirtzii Dodson
- Chaubardiella pacuarensis Jenny
- Chaubardiella pubescens Ackerman
- Chaubardiella serrulata D.E.Benn. & Christenson
- Chaubardiella subquadrata (Schltr.) Garay
- Chaubardiella tigrina (Garay & Dunst.) Garay